# Svante Dyhlén
Svante Vilhelm Dyhlén, född 31 maj 1871 i Karlstad, Värmlands län, död 1 april 1958 i Oscars församling, Stockholm, var en svensk arkitekt.

## Biografi
Dyhlén studerade vid Karlstads högre allmänna läroverk med fortsatta studier vid byggnadsyrkesskola Bysans på Tekniska skolan i Stockholm. Han anställdes sedan på stadsingenjörskontoret i Karlstad. 
Mellan 1907 och 1918 var han verksam i Trollhättan på Vattenfalls byggnadskontor, och drev parallellt egen verksamhet. Här ritade han 1908 tio putsade bostadshus som idag är byggnadsminnen. De var avsedda maskinist- och maskinistbiträdesbostäder för Olidans kraftverks personal. Dyhlén var intresserad av moderna internationella strömningar inom arkitekturen och har vid Västergärdet influerats av tysk villaarkitektur. Byggnadsstilen, som avviker från äldre svensk byggnadstradition, kan hänföras till internationell traditionalism.
Från 1918 verkade han i Stockholm för Vattenfall. 1919 blev han verkställande direktör för AB Svenska Dolomit Verken, men kom senare åter att arbeta för Vattenfall fram till 1950-talet som arvodesanställd.å 
Svante Dyhlén är begravd på Norra begravningsplatsen i Solna kommun.

## Verk i urval
- Restaurang Stadsträdgården, Karlstad 1899[7]
- Posten 4, Köpmannagatan 2, Arvika, 1899[8]
- Läkaren 3, Storgatan 26, Arvika, 1900–1901[8]
- Villa Skogsbrynet för Mauritz Hellberg, Hellbergsvägen i Karlstad, 1903[9]
- Kv Eolus, Storgatan 54, Linköping 1905.
- Kv Eolus 5 A, Läroverksgatan, Linköping 1905.
- Kv Abboten 4 D, Apotekaregatan 1906.
- Trollhätte kraftverksbostäder 1908.
- Kapell på Håjums begravningsplats, Trollhättan, 1913[10]
- Centrumbyggnad med bank, post och telegraf, Drottningtorget - Föreningsgatan 14 i Trollhättan, 1917[11]
- Kv. Kolonnen 3, Ringvägen 129, Stockkholm 1927[12]
- Kv. Räfsan 8, Ringvägen 151, Stockholm 1928[13]
- Egen villa i Danderyd.

## Bilder

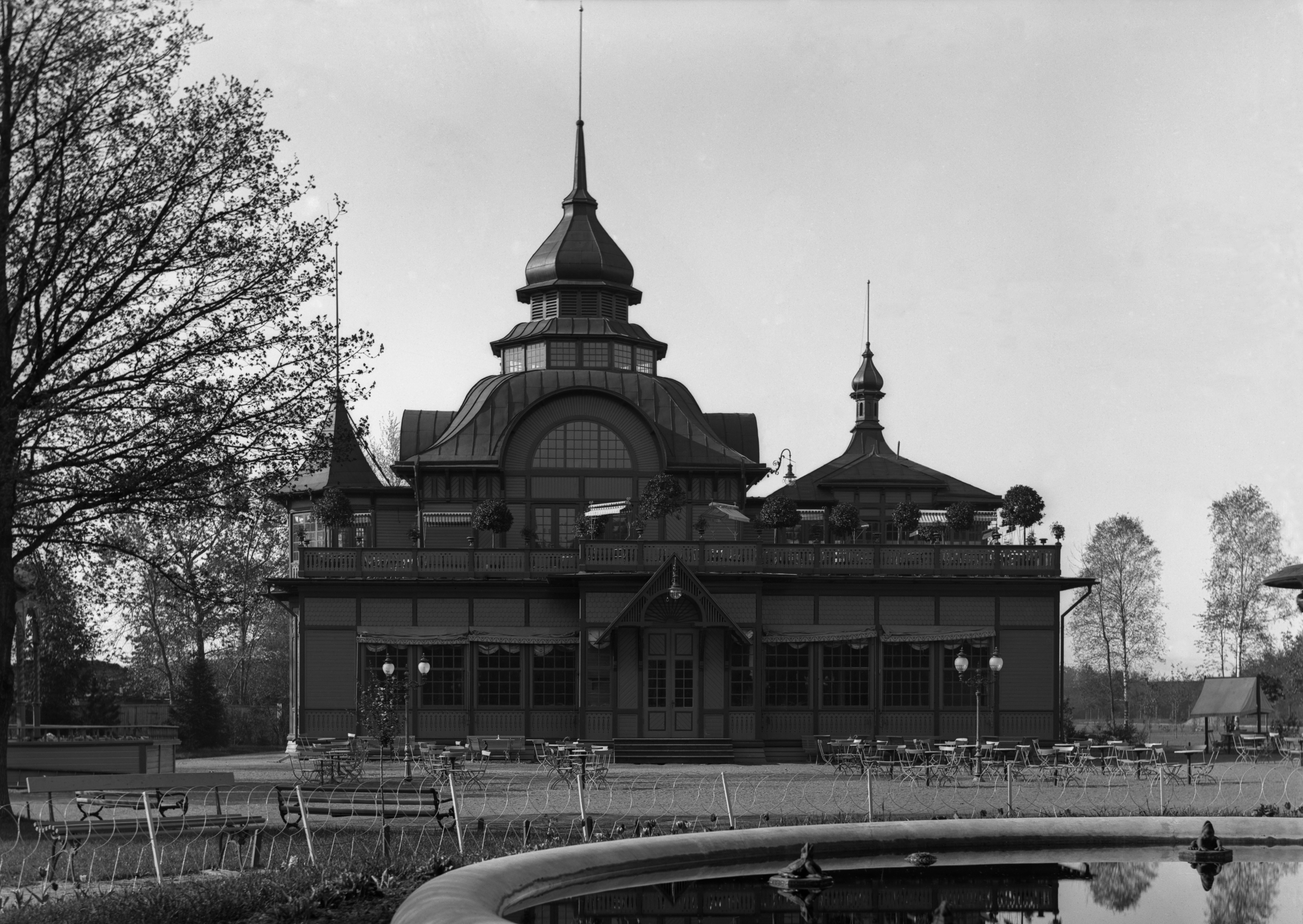
Restaurang Stadsträdgården, Karlstad
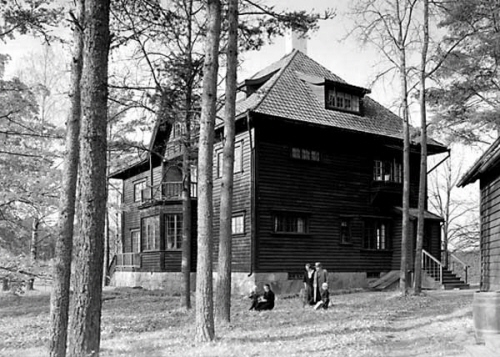
Villa Skogsbrynet, Karlstad
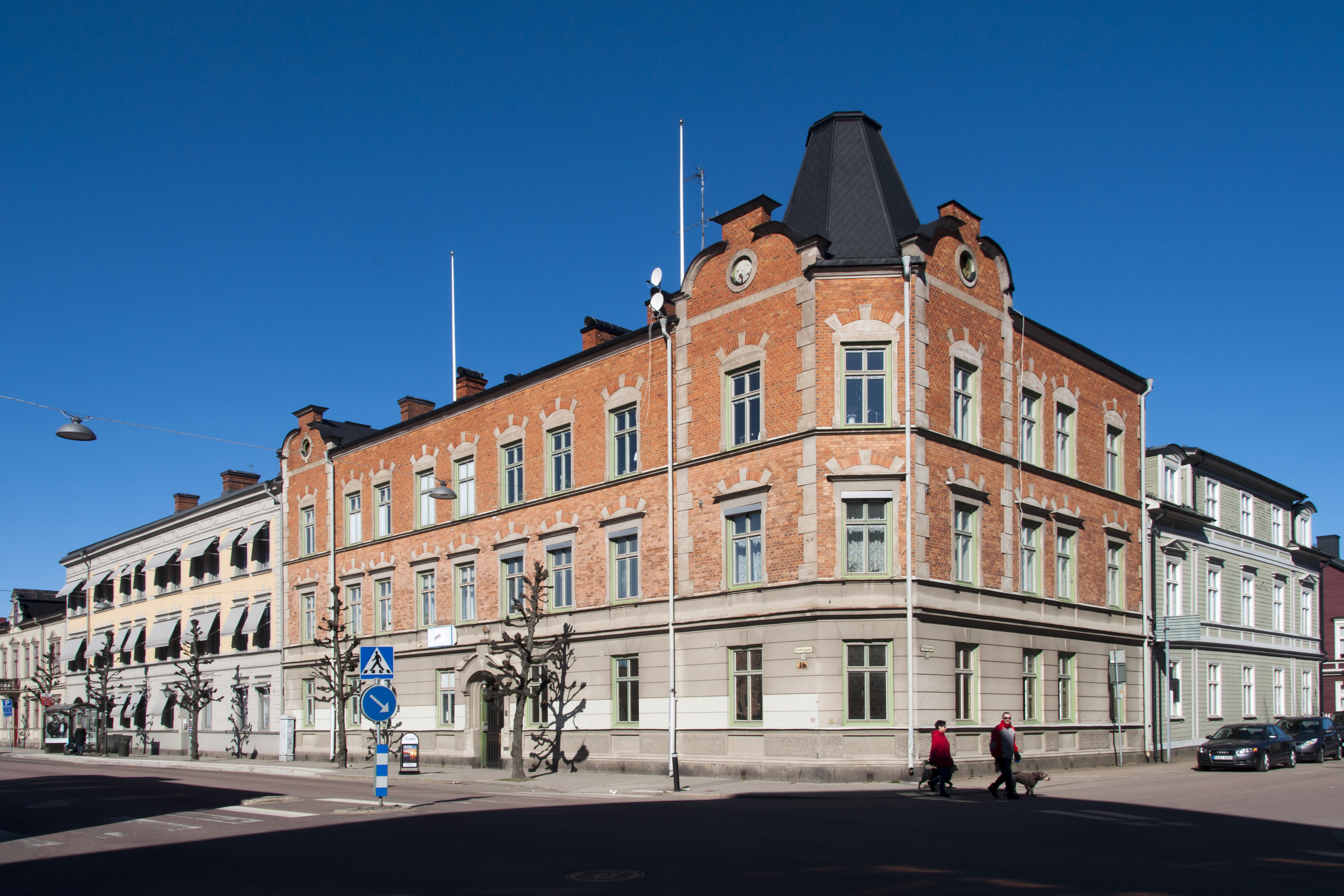
kv. Gäddan 6, Karlstad
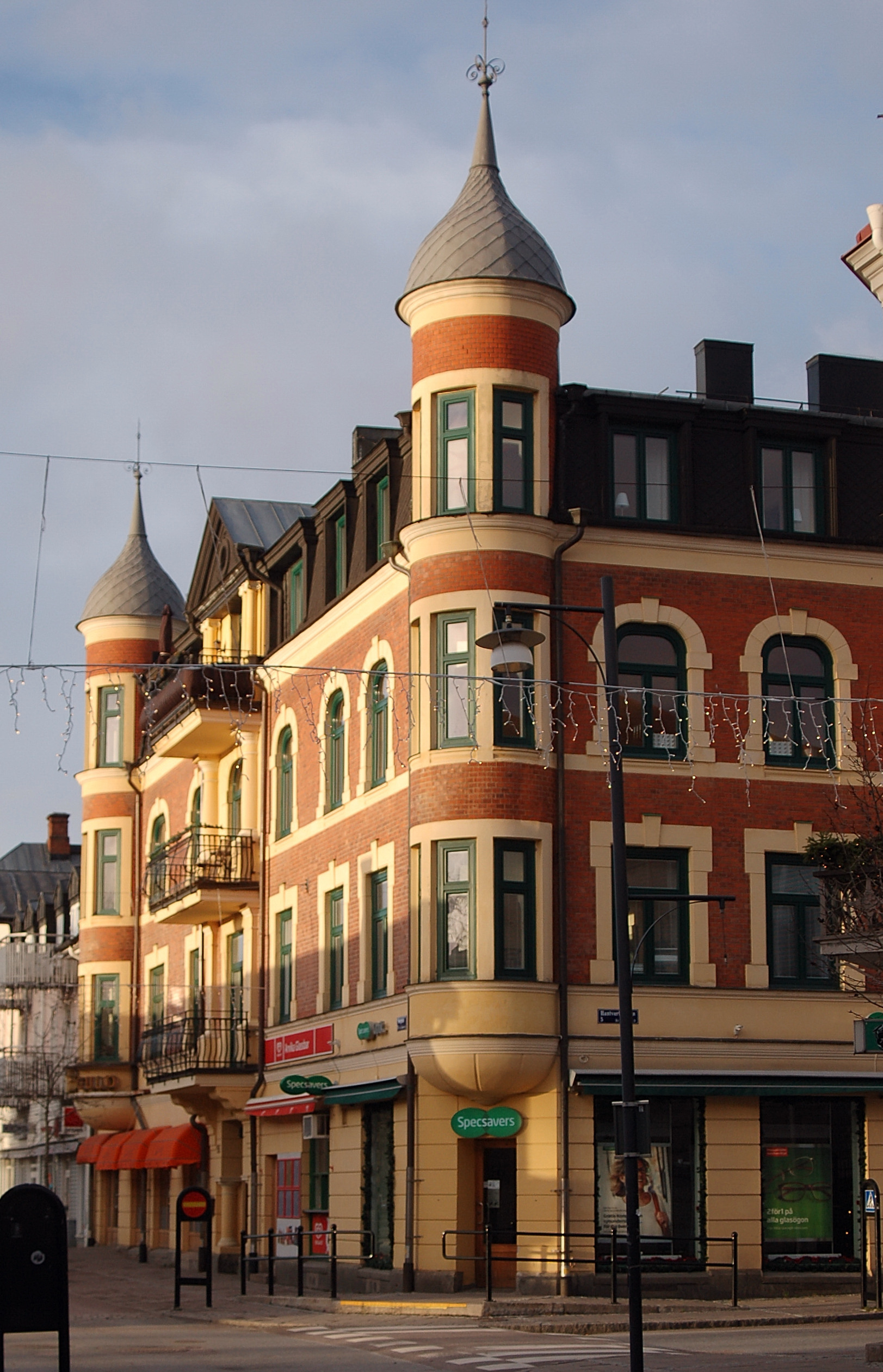
Läkaren 3, Arvika
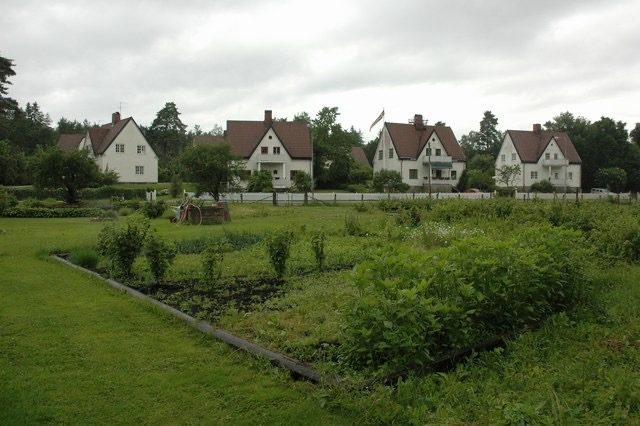
Arbetarbostäder vid Olidans kraftverk
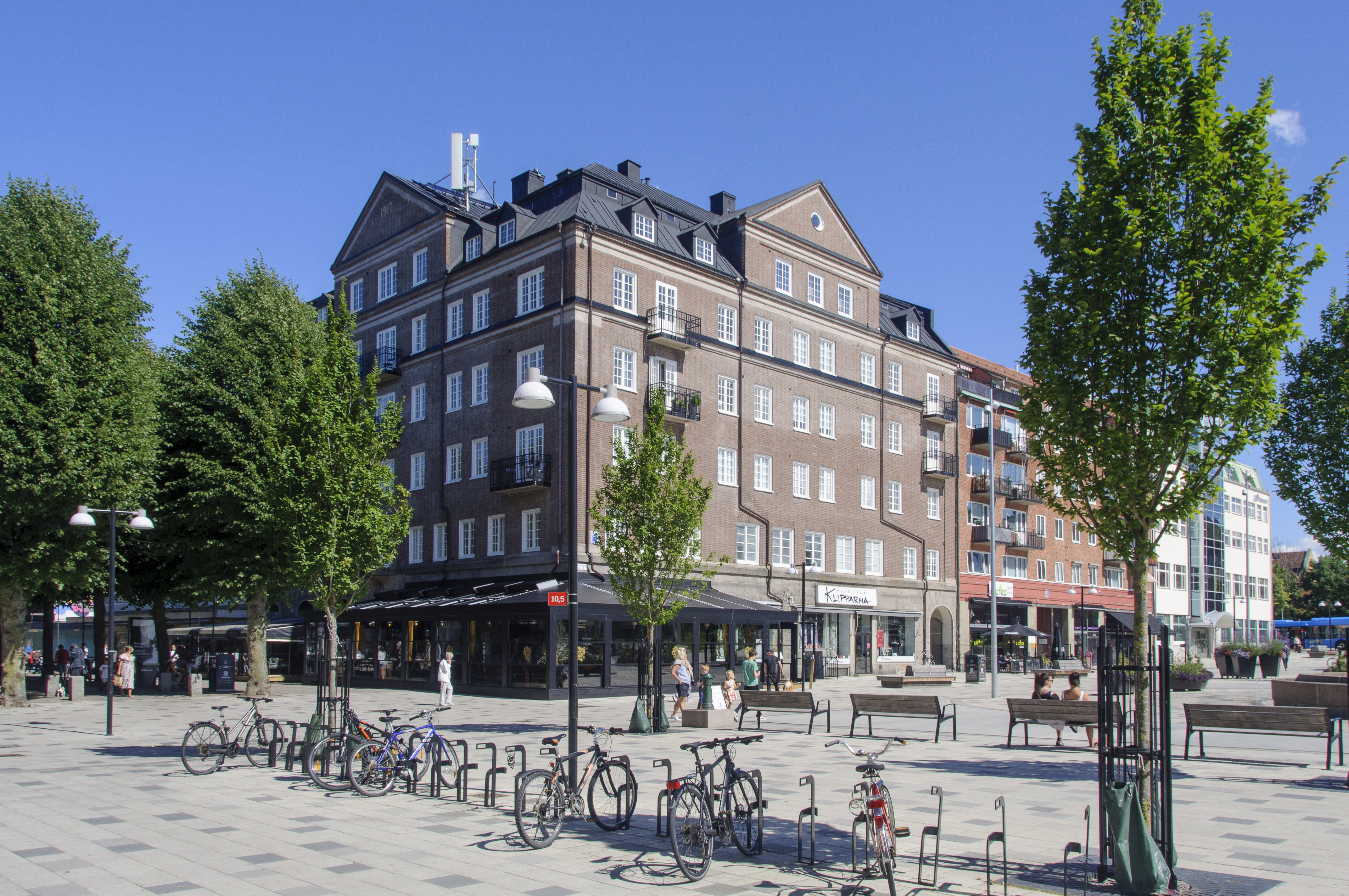
Centrumbyggnad i Trollhättan